# Johann Kehl
Johann Kehl (* 2. März 1942 in Udvari, Ungarn) ist ein deutscher Rundfunk- und Fernsehmechaniker sowie ehemaliger Politiker (SPD) und ehemaliges Mitglied des Sächsischen Landtages.

## Leben
Johann Kehl besuchte die Grund- und Mittelschule in Döbeln, die er mit der Mittleren Reife abschloss, und machte anschließend eine Lehre als Rundfunkmechaniker. Danach war er bis 1982 als Farbfernsehmechaniker in der PGH Rundfunk und Fernsehen tätig. Es folgte von 1977 bis 1982 ein Fernstudium an der Ingenieurschule Plauen, das er als Ingenieurökonom abschloss. Ab November 1982 war Kehl PGH-Vorsitzender und ab Juni 1990 Geschäftsführer und Gesellschafter einer Innenausbaufirma.
Kehl ist evangelisch, nicht verheiratet und hat zwei Kinder.

## Politik
Johann Kehl ist seit Dezember 1989 Mitglied der SPD. Er ist Mitbegründer der SPD im Kreis Döbeln und Mitglied im Bezirksvorstand Leipzig. Im Jahr 1990 wurde Kehl zum stellvertretenden Landesvorsitzenden der SPD Sachsen gewählt. Ab 1992 war er Mitglied des Präsidiums und des Landesvorstandes. Darüber hinaus war Kehl Landesvorsitzender und Mitglied des Bundesvorstandes der Arbeitsgemeinschaft Selbständige in der SPD. Außerdem war er Mitglied des Stadtrates Döbeln und Mitglied im Verwaltungsrat der Kreissparkasse Döbeln.
Im Oktober 1990 wurde Johann Kehl über die Landesliste der SPD Sachsen in den Sächsischen Landtag gewählt, dem er für zwei Wahlperioden angehörte. Er war in der 1. Wahlperiode im Ausschuss für Wirtschaft und Arbeit und im Ausschuss für Landwirtschaft, Ernährung und Forsten sowie in der 2. Wahlperiode im Ausschuss für Wirtschaft, Arbeit und Technologie und im Europaausschuss.
Im Mai 1999 legte Johann Kehl seine Funktionen in der Landtagsfraktion nieder, nachdem er auf der Landesliste für die Landtagswahl nur auf Platz 31 aufgestellt wurde.
Im Januar 2001 trat er aus Protest gegen die Politik der SPD aus der Partei aus behielt aber seine Mandate im Gemeinderat von Döbeln.